# Microcaecilia
Microcaecilia é um género de anfíbios da família Siphonopidae. Está presente no Equador, Colômbia, Venezuela, Guiana, Suriname, Guiana Francesa e Brasil.

## Espécies
As seguintes espécies são reconhecidas:
- Microcaecilia albiceps (Boulenger, 1882)
- Microcaecilia butantan Wilkinson, Antoniazzi & Jared, 2015
- Microcaecilia dermatophaga Wilkinson, Sherratt, Starace & Gower, 2013
- Microcaecilia grandis Wilkinson, Nussbaum & Hoogmoed, 2010
- Microcaecilia iwokramae (Wake & Donnelly, 2010)
- Microcaecilia iyob Wilkinson & Kok, 2010
- Microcaecilia marvaleewakeae Maciel & Hoogmoed, 2013
- Microcaecilia nicefori (Barbour, 1924)
- Microcaecilia pricei (Dunn, 1944)
- Microcaecilia rabei (Roze & Solano, 1963)
- Microcaecilia rochai Maciel & Hoogmoed, 2011
- Microcaecilia savagei Donnelly & Wake, 2013
- Microcaecilia supernumeraria Taylor, 1969
- Microcaecilia taylori Nussbaum & Hoogmoed, 1979
- Microcaecilia trombetas Maciel & Hoogmoed, 2011
- Microcaecilia unicolor (Duméril, 1863)